# Елизабет Зетцъл
Елизабет Зетцъл-Розенберг (на английски: Elizabeth Zetzel-Rosenberg) е американски лекар и психоаналитик.

## Биография
Родена е на 17 март 1907 година в Ню Йорк, САЩ, в семейството на юриста и филантроп Джеймс Розенберг. Зетцъл първоначално завършва Колеж Смит, а след това записва медицина в Лондонския университет. Докато е там започва аналитичното си обучение с Ърнест Джоунс в Британското психоаналитично общество. Там се запознава с работата на Мелани Клайн, Джоан Ривиер и Сюзън Съдърланд. Особено влияние върху нея оказва Доналд Уиникът, докато работи в клиниката към Зелената болница Падингтън.
През 1949 г. се завръща в САЩ и става обучаващ аналитик и член на Бостънското психоаналитично общество. По времето, когато Максуел Гителсон е президент на Международната психоаналитична асоциация (1961 – 1965) тя е нейна секретарка. Зетцъл спомага за навлизането на идеите на Мелани Клайн в САЩ, където по това време доминира его психологията.
Умира през 1970 година в Скарсдейл на 63-годишна възраст.